# Chamakeri, Athni
Chamakeri là một làng thuộc tehsil Athni, huyện Belgaum, bang Karnataka, Ấn Độ.